# Заречный (Дергачёвский район)
Заречный — посёлок в Дергачёвском районе Саратовской области России. Входит в состав Орошаемого муниципального образования.

## География
Посёлок находится в восточной части Саратовской области, в степной зоне, в пределах Сыртовой равнины, на левом берегу реки Турмак, на расстоянии примерно 25 километров (по прямой) к югу от посёлка городского типа Дергачи, административного центра района. Абсолютная высота — 51 метр над уровнем моря.

## Население
| 2002 | 2010 |
| ---- | ---- |
| 261  | ↘219 |

Гендерный состав
По данным Всероссийской переписи населения 2010 года в гендерной структуре населения мужчины составляли 48,9 %, женщины — соответственно 51,1 %.
Национальный состав
Согласно результатам переписи 2002 года, в национальной структуре населения казахи составляли 69 % из 261 чел.

## Улицы
Уличная сеть посёлка состоит из пяти улиц.